# Codice Vallardi

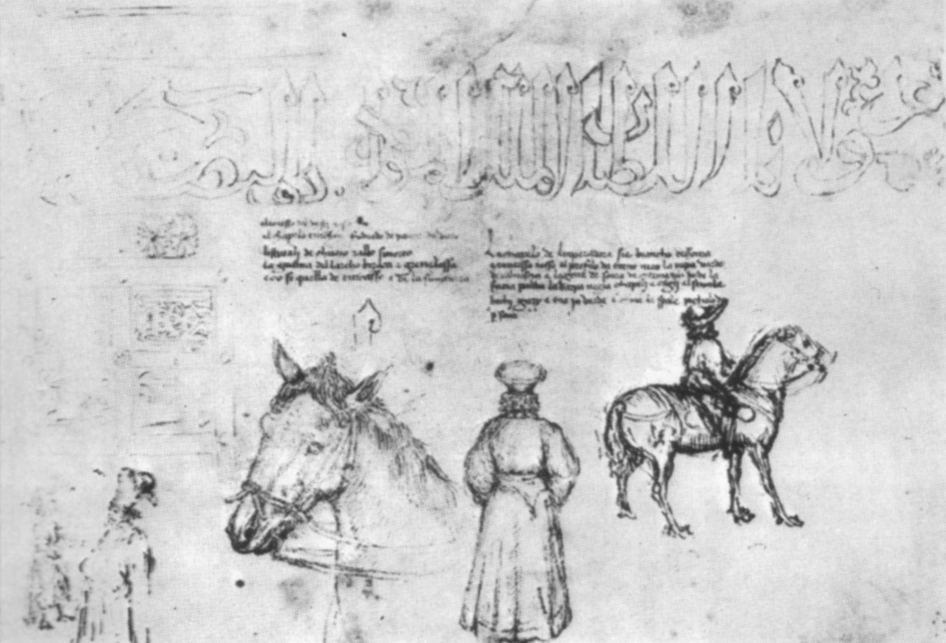
Lettere arabe e dignitari bizantini, disegno eseguito durante il concilio di Ferrara, 1438 (Codice Vallardi n. 1062 r)

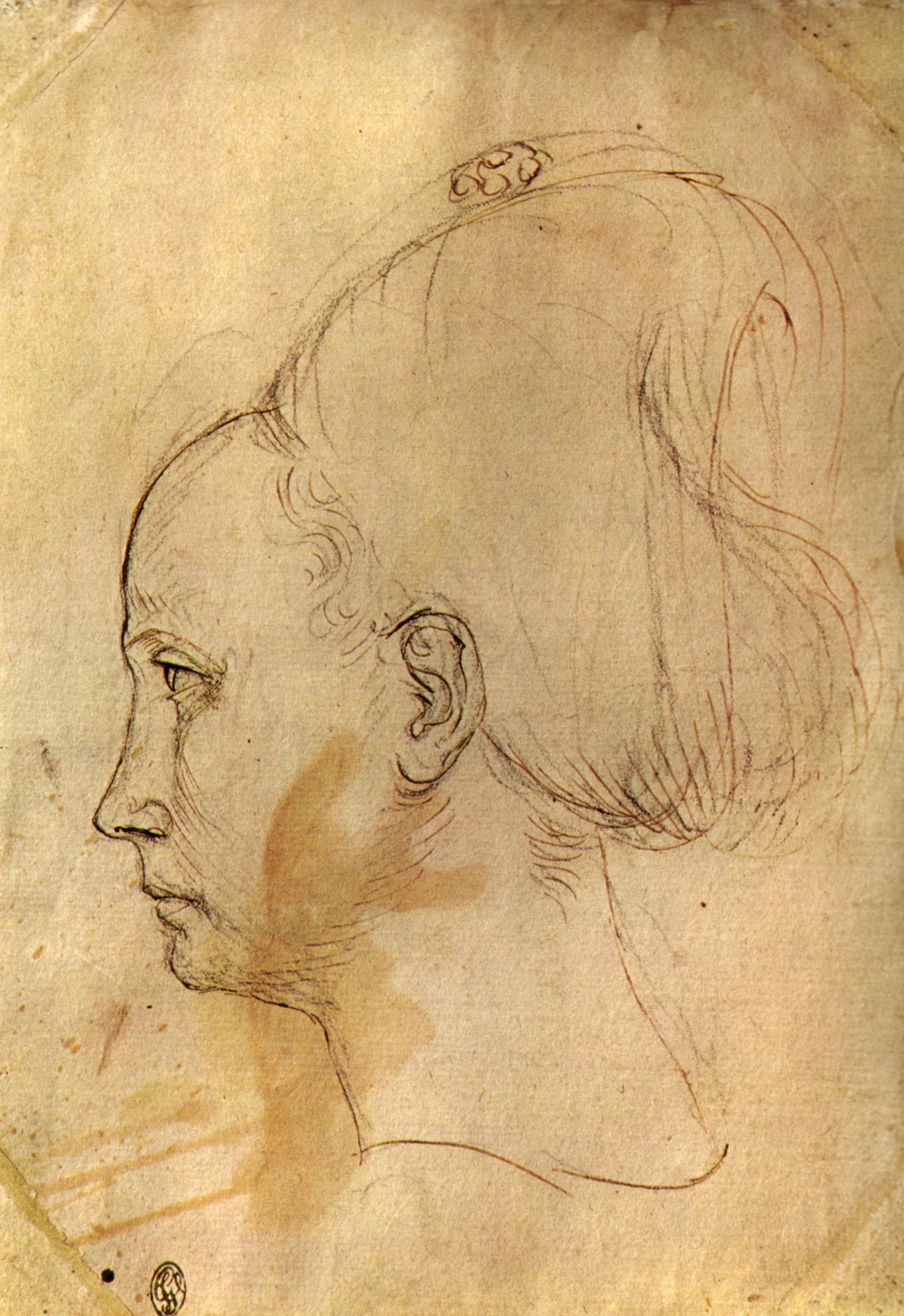
Testa di principessa, studio per gli affreschi di Sant'Anastasia (Codice Vallardi n. 2342 v)

Il Codice Vallardi è la raccolta più cospicua di disegni di Pisanello e della sua cerchia, composto da 378 fogli, molti disegnati anche recto/verso. È conservato nel Cabinet des Dessins del Louvre a Parigi.

## Storia
La raccolta prende il nome dall'antiquario Giuseppe Vallardi, che nel 1856 la vendette al Louvre come opera di Leonardo da Vinci. Si tratta di fogli staccati, appartenuti probabilmente a più taccuini e libri, forse facenti parte in antico di un libro di modelli usato nelle botteghe artistiche.
I fogli sono stati variamente datati, in relazione ad opere dell'artista, e assegnati al maestro o alla sua cerchia in maniera varia a seconda degli studiosi. secondo le ipotesi più accreditate i fogli di mano sicura o molto probabile di Pisanello sarebbero una settantina.
Molto cospicuo è il gruppo di fogli relativi a studi preparatori per gli affreschi di Sant'Anastasia a Verona, 65 pezzi. Molti di questi disegni hanno anche un valore storico, oltre che artistico, perché risalgono al concilio di Ferrara del 1438, quando Pisanello, in qualità di pittore ufficiale chiamato da Niccolò III d'Este, ritrasse i dignitari bizantini, le loro vesti, i loro cappelli e i loro animali, con un acuto spirito d'osservazione. Interessanti sono anche i fogli riferibili ad opere perdute dell'artista, come gli affreschi con le Storie di san Giovanni Battista già nella basilica di San Giovanni in Laterano (1431-1437 circa), o quelli che copiano statue e sarcofagi romani, segnalando il risveglio dell'interesse verso l'arte classica.